# Băiașu
Băiașu – wieś w Rumunii, w okręgu Vâlcea, w gminie Perișani. W 2011 roku liczyła 221 mieszkańców.